# Nettenchelys
Nettenchelys – rodzaj ryb promieniopłetwych z rodziny Nettastomatidae.

## Rozmieszczenie geograficzne
Do rodzaju należą gatunki występujące w wodach Oceanu Atlantyckiego, Oceanu Indyjskiego (włącznie z Morzem Czerwonym i Morzem Arabskim) i Oceanu Spokojnego.

## Morfologia
Długość ciała do 62 cm; brak danych dotyczących masa ciała.

## Systematyka
Rodzaj zdefiniował w 1898 roku brytyjski przyrodnik Alfred William Alcock w artykule poświęconym rybom głębinowym, z opisami niektórych nowych rodzajów i gatunków, odłowionych podczas rejsu okrętu badawczego HMS „Investigator” opublikowanym w czasopiśmie The Annals and magazine of natural history. Gatunkiem typowym jest (oznaczenie monotypowe) N. taylori.

### Etymologia
Nettenchelys: gr. νηττα nētta ‘kaczka’; εγχελυς enkhelus ‘węgorz’.

### Podział systematyczny
Do rodzaju należą następujące gatunki:
- Nettenchelys bellottii (D’Ancona, 1928)
- Nettenchelys dionisi Brito, 1989
- Nettenchelys erroriensis Karmovskaya, 1994
- Nettenchelys exoria Böhlke & Smith, 1981
- Nettenchelys gephyra Castle & Smith, 1981
- Nettenchelys inion Smith & Böhlke, 1981
- Nettenchelys paxtoni Karmovskaya, 1999
- Nettenchelys proxima Smith, Lin & Chen, 2015
- Nettenchelys pygmaea Smith & Böhlke, 1981
- Nettenchelys taylori Alcock, 1898